# Фиолетовая щитовка
Фиолетовая щитовка (лат. Parlatoria oleae) — вид полужесткокрылых насекомых-кокцид рода Parlatoria из семейства щитовки (Diaspididae). Серьёзный вредитель многих косточковых и семячковых культур.

## Распространение
Повсеместно расселённый тропический и субтропический вид. Африка: Египет, Судан, Эфиопия. Азия: Израиль, Индия, Иран, Китай, Туркменистан, Таджикистан, Узбекистан. Европа: Бельгия, Болгария, Великобритания, Италия, Армения, Азербайджан, Грузия, Украина (южный берег Крыма). Северная Америка: Мексика, США. Южная Америка: Аргентина, Боливия, Бразилия. Австралия.
В России отмечена в Краснодарском крае и Дагестане.

## Описание
Мелкие щитовки, длина самок около 1 мм, основная окраска беловато-жёлтая, желтовато-коричневая, розовато-жёлтая.
Формула циркумгенитальных желёз 0-8 (10-29) 11-23. Тело овальное формы. Тело самки покрыто щитком из двух личиночных шкурок. Брюшко сегментировано, пигидий развит. Цилиндрические железы несут 2 хитиновых ободка. Дорзальные железы шире их устьиц не более чем в 4 раза.
В год дают от 1 до 4 поколений. В Центральной Азии, США и Средней Азии дают 2 поколения в год. Зимуют самки, которые откладывают до 100 яиц (в апреле-мае и в июле).
Питаются соками растений десятков семейств. Встречаются на стволах, ветвях, плодах и листьях многих косточковых и семячковых культур. Повреждает такие растения как яблоня, хурма, мушмула, грецкий орех, маслины, гранат, розы, сирень, ясень, падуб и другие. На 20 % снижают маслянистое содержание в оливках.
Среди врагов фиолетовой щитовки отмечены паразитические наездники (Aphelinidae, Encyrtidae, Pteromalidae), хищные жуки (Coccinellidae, Nitidulidae) и другие (Hemisarcoptidae, Thripidae).
Вид был впервые описан в 1880 году энтомологом П. Колви (P. Colvée) под первоначальным названием Diaspis oleae.
Таксон Parlatoria oleae включён в состав рода Parlatoria вместе с таксонами P. blanchardi, P. camelliae, P. crotonis, P. ephedrae, P. pergandii, P. proteus, P. ziziphi и другими. Видовое научное название P. oleae было дано по имени рода растения-хозяина (лат. Olea, Маслина), на котором впервые таксон был обнаружен.